# ESOX
ESOX war eine deutschsprachige Zeitschrift aus dem Hamburger Jahr Top Special Verlag, die sich dem Thema Raubfischangeln widmet.

## Titel
Esox ist der lateinische Begriff für die Gattung der Hechte, der Deutschlands beliebtester Raubfisch, der Hecht (Esox lucius), angehört.

## Geschichte
Die erste Ausgabe erschien im April 1992. Seit Oktober 2018 ist ESOX Teil des Magazins Blinker. 
Anfänglich war der ESOX als Schwestermagazin des Magazins Blinker für Allroundangler konzipiert. Dazu wurde der Praxis-Teil der Zeitschrift vom Blinker übernommen, der ebenfalls im Jahr Top Special Verlag erscheint.
Ab Oktober 2009 war ESOX eine inhaltlich eigenständige Angelzeitschrift, die sich ausschließlich dem modernen Raubfischangeln widmet und das Portfolio des Jahr Top Special Verlag im Special-Interest-Segment Angelfischerei komplettierte. Seit Oktober 2018 ist ESOX Teil des Blinker-Magazins.